# Reprezentacja Mongolii w piłce nożnej mężczyzn
Reprezentacja Mongolii w piłce nożnej należy do FIFA dopiero od 1998 roku.
Pierwszy oficjalny mecz Mongołowie rozegrali w październiku 1960 roku. Osiemnaście lat wcześniej spotkali się z Japonią i przegrali 0:12, ale spotkanie to nie jest uwzględniane w statystykach.
Drużyna narodowa drugiego pod względem wielkości państwa w Azji Środkowej wygrała tylko pięć meczów, trzy z Guamem (Ostatnio w marcu 2005 roku), jeden z Makau (13 marca 2009 roku)
i jeden z Mjanmą w kwalifikacjach do MŚ-2014. Pomimo tego nie zakwalifikowała się do dalszych kwalifikacji.
Niemal wszyscy kadrowicze występują na co dzień w rodzimych klubach. Liga mongolska gra od lipca do września, czyli wtedy, kiedy nie ma jeszcze śniegu. W ciągu reszty roku piłkarze reprezentacji trenują w halach.
Największą gwiazdą reprezentacji obecnie jest Ganbaatar Tögsbayar, najlepszy strzelec reprezentacji, autor hat-tricka w ostatnim meczu z Guamem.
Obecnym trenerem reprezentacji Mongolii jest Michael Weiss

## Udział wMistrzostwach Świata
- 1930 – 1998 – Nie brała udziału (nie była członkiem FIFA)
- 2002 – 2026 – Nie zakwalifikowała się

## Udział wPucharze Azji
- 1956 – 1960 – Nie brała udziału (nie była członkiem AFC)
- 1964 – 1996 – Nie brała udziału
- 2000 – 2004 – Nie zakwalifikowała się
- 2007 – 2011 – Nie brała udziału
- 2015 – 2027 - Nie zakwalifikowała się